# Jyoti Amge
Jyoti Kisange Amge (16 de dezembro de 1993) é uma mulher indiana que detém o título de mulher de mais baixa estatura do mundo viva, certificada pelo Guinness World Records.
Um documentário acerca da vida de Amge foi feito pelo canal de televisão britânico Channel 4 em 11 de junho de 2009 chamado BodyShock: Two Foot High Teen. Em 16 de dezembro de 2011, quando Jyoti completava 18 anos, ela foi oficialmente declarada a mulher mais baixa do mundo pelo Guinness World Records, com uma altura de 62,8 cm. Sua baixa estatura deve-se a uma anomalia de crescimento chamada acondroplasia. Entretanto, o título de mulher mais baixa de todos os tempos ainda pertence à neerlandesa Pauline Musters, que media 61 cm de altura.
Em 2014, foi anunciado que Jyoti Amge faria parte da quarta temporada da série de TV da Fox American Horror Story, intitulado Freak Show. Jyoti participou como a personagem recorrente Ma Petit.